# Джо Джо Танцюрист, життя кличе
Джо Джо Танцюрист, життя кличе (англ. Jo Jo Dancer, Your Life Is Calling) — американська біографічна драма.

## Сюжет
Популярний комік Джо Джо Танцюрист отримує важкі опіки під час вживання наркотиків. Між життям і смертю лежить у лікарні. Він згадує дитинство, коли він виріс у борделі, потім вирішує стати коміком. Однак його успіх призводить до наркотиків і розбещеності. Дух Джо Джо намагається переконати розірвати це порочне коло саморуйнування.

## У ролях
- Річард Прайор — Джо Джо Танцюрист / Alter ego
- Деббі Аллен — Мішель
- Арт Еванс — Артуро
- Фей Хаузер — Грейс
- Барбара Вільямс — Девн
- Кармен МакРей — бабуся
- Паула Келлі — атласна лялька
- Дайенн Ебботт — мати
- Ской Мітчелл — батько
- Біллі Екстін — Джонні Барнетт
- Таня Бойд — Алісія
- Вінгз Хаузер — Кліф
- Елон Кокс — маленький Джо Джо
- Майкл Айронсайд — детектив Лоуренс
- Дж.Дж. Беррі — Сел
- Майк Дженовезе — Джино
- Марлен Ворфілд — Соня
- Вірджинія Кейперс — Емма Рей
- Денніс Фаріна — Фредді